# Épito (rey de Azania)
Épito fue, en la mitología griega, un rey de Fesana y Azania, lugares que formaban parte de Arcadia.
Era hijo de Élato. En la división del reino de Arcadia que hicieron su padre y su tío Azán, Épito recibió un pequeño territorio llamado Fesana, junto al río Alfeo, pero tras la muerte sin hijos del rey Clítor obtuvo también la Azania, lo que le convirtió, junto a su hermano Estínfalo, en rey de casi toda Arcadia. Además, una parte del país se llamaba Epitis probablemente en su honor. Educó como hija propia a Evadne, hija de Poseidón.
Murió mientras cazaba, por la picadura de una serpiente que dio nombre al lugar donde aquello ocurrió, el monte Sepia. La tumba de Épito, cerca del monte Cilene, fue famosa en la antigüedad por ser citada por Homero y Pausanias.
Aunque se le atribuyen como hijos a Tlesenor y Pirítoo, Épito fue sucedido en el trono por su primo Aleo.